# Федеральна служба Російської Федерації з контролю за обігом наркотиків

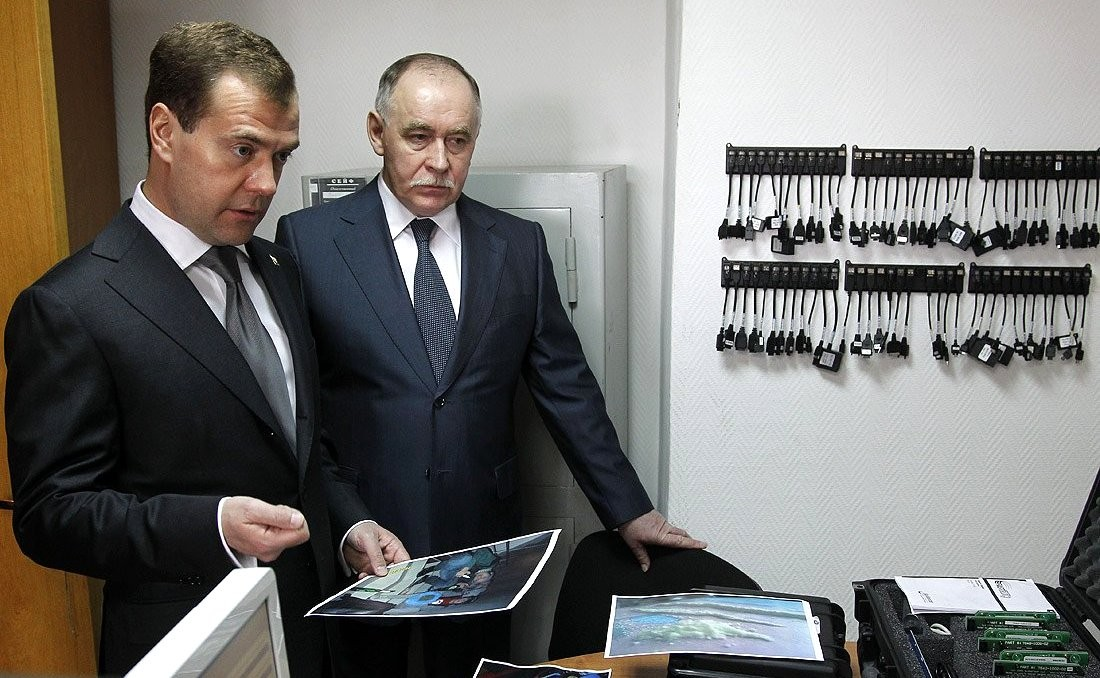
Віктор Іванов, останній очільник

Федеральна служба Російської Федерації з контролю за обігом наркотиків (рос. Федеральная служба Российской Федерации по контролю за оборотом наркотиков) — федеральна служба Російської Федерації, що перебуває під безпосередньою юрисдикцією президента Російської Федерації. Головна мета діяльності служби — боротьба з незаконним обігом наркотичних засобів, психотропних речовин та їх прекурсорів, а також контроль за дотриманням встановлених норм при їх легальному обороті.
З 15 травня 2008 року, очільником цієї служби є Іванов Віктор Петрович.

## Цілі і завдання
Основними завданнями служби є:
- Забезпечення контролю за обігом наркотиків;
- Виявлення, попередження, припинення, розкриття і попереднє розслідування злочинів, віднесених до підпорядкованості Федеральній службі Російської Федерації з контролю за обігом наркотиків;
- Координація діяльності органів виконавчої влади з протидії незаконному обігу наркотиків;
- Створення і ведення єдиного банку даних з питань, що стосуються обігу наркотиків, а також протидії їх незаконному обігу.

## Функції
Основні функції служби:
- Забезпечує виконання законодавства Російської Федерації про наркотичні засоби, психотропні речовини і їх прекурсори;
- Здійснює оперативно-розшукову діяльність відповідно до законодавства Російської Федерації;
- Здійснює в межах своєї компетенції контроль за обігом наркотичних лікарських засобів і психотропних речовин;
- Веде єдиний банк даних з питань, що стосуються обігу наркотичних засобів, психотропних речовин та їх прекурсорів, а також протидії їх незаконному обігу;
- Здійснює прийом громадян, розглядає їх пропозиції, заяви і скарги з питань, віднесених до компетенції органів Федеральної служби Російської Федерації з контролю за обігом наркотиків.